# Комотини (стадион)
„Комотини“ е мултифункционнален стадион в административния център на Североизточна Гърция град Гюмюрджина (Комотини).

## История
Стадионът е построен през 1922/3 след окупирането на Западна Тракия от Гърция. Северната трибуна е построена през 1950-те, а южната - през 1970-те години. Изглежда отчайващо до 2006 г. с капацитет от 3000 д. Когато е ремонтиран, добавен е покрив и всички места се покриват. През 2008 г. се добавят светлини, а през 2009 г. се построява източна трибуна, която увеличава капацитета на 6500. Има планове да се построят 12 етажа под източната трибуна, които да служат за бизнес цели. Също и да се създадат ВИП места.